# 特氏墨頭魚
特氏墨頭魚（学名：Garra trewavasai）为輻鰭魚綱鯉形目鲤科的其中一種，被IUCN列為極危保育類動物，分布於非洲奈及利亞Baoutchi高地，本魚背面輪廓凸狀，喙葉發展良好，邊緣些微地有小齒狀突，具非常短的觸鬚，背鰭軟條10枚；臀鰭軟條7枚，體長可達6.5公分，棲息在高山溪流。